# Trzeszczyna
Trzeszczyna (tiếng Đức: Heinrichsfelde, phát âm: [tʂɛʂˈt͡ʂɨna]) là một khu định cư ở quận hành chính của Gmina Lobez, trong Łobeski, Zachodniopomorskie, ở tây bắc Ba Lan. Nó nằm khoảng 5 kilômét (3 mi) phía bắc obez và 73 km (45 mi) về phía đông bắc của thủ đô khu vực Szczecin. Trzeszczyna là một phần của sołectwo của Dalno. Làng có dân số 40 người.
Khu định cư được phát triển là kết quả của sự hợp nhất các vùng đất thuộc về một thương gia từ Łobez tên là Borchardt. Ở Trzeszczyna có một công viên, được ghi chú trong sổ đăng ký di sản.
Trước năm 1945, khu vực này là một phần của Đức. Giữa năm 1975 và 1998, Trzeszczyna là một phần của Szczecin Voivodeship.